# Stemona javanica
Stemona javanica là một loài thực vật có hoa trong họ Stemonaceae. Loài này được (Kunth) Engl. miêu tả khoa học đầu tiên năm 1887.